# ユーリー・イゴレヴィチ
ユーリー・イゴレヴィチ（ロシア語: Юрий Игоревич、? - 1237年12月21日）はリャザン公国の公イーゴリとアグラフェナとの間の子である。リャザン大公：1235年 - 1237年。

## 生涯
1207年、親族の讒言によって、兄のイングヴァリらと共にウラジーミル大公国の大公フセヴォロドに捕縛された。1212年にフセヴォロドが死ぬと、その子のユーリーによって釈放された。1235年の兄のイングヴァリの死後、リャザン公国を領有した。
1237年、モンゴルのルーシ侵攻が始まると、ウラジーミル大公ユーリー（上記のユーリー）、チェルニゴフ公ミハイルの元へ援軍を送った。『バトゥのリャザン襲撃の物語』によれば、ユーリーの子のフョードル(ru)が、モンゴル帝国軍の総司令官バトゥとの和平交渉の席で殺害された後、ユーリーは甥（兄イングヴァリの子）のオレグ、ロマン兄弟や、ムーロム公ユーリーらを率いてヴォロネジ川へと軍を進めた。ヴォロネジ川の戦いでユーリーらは大敗するが、同時にモンゴル軍にも多大な被害を与えた。さらにモンゴル帝国軍はリャザンへと進軍し、リャザン防衛戦に突入した。1237年12月21日にリャザンは陥落し、ユーリもまた死亡した。
なお、『バツのリャザン襲撃の物語』では、ユーリー・インゴレヴィチ（イングヴァリの子の意）と記述されている。

## 登場作品
映画
- フューリアス 双剣の戦士（2017年、ロシア、演：アレクセイ・セレブリャコフ）